# Barret
|  | Per a altres significats, vegeu «Barret (Charente)». |

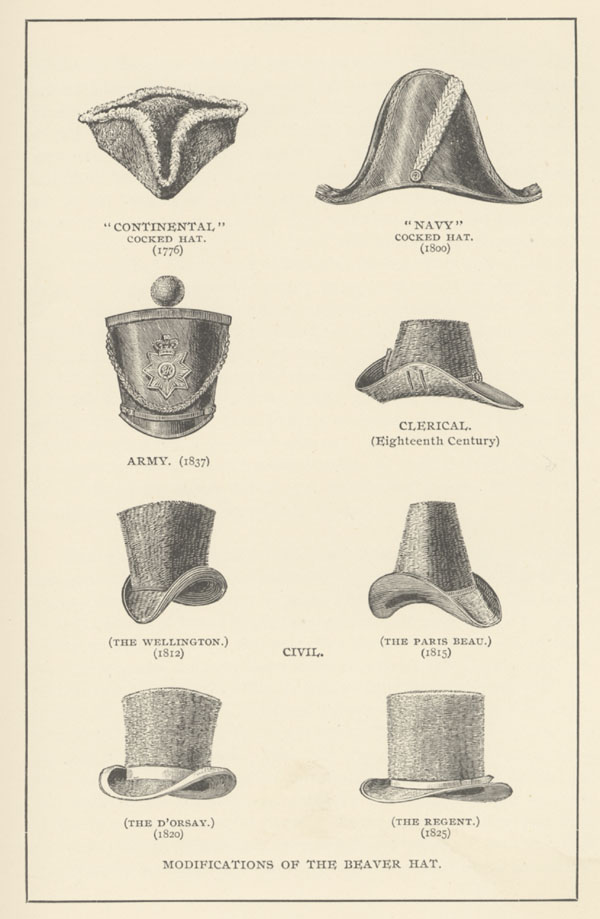
Una col·lecció de barrets dels segles i.

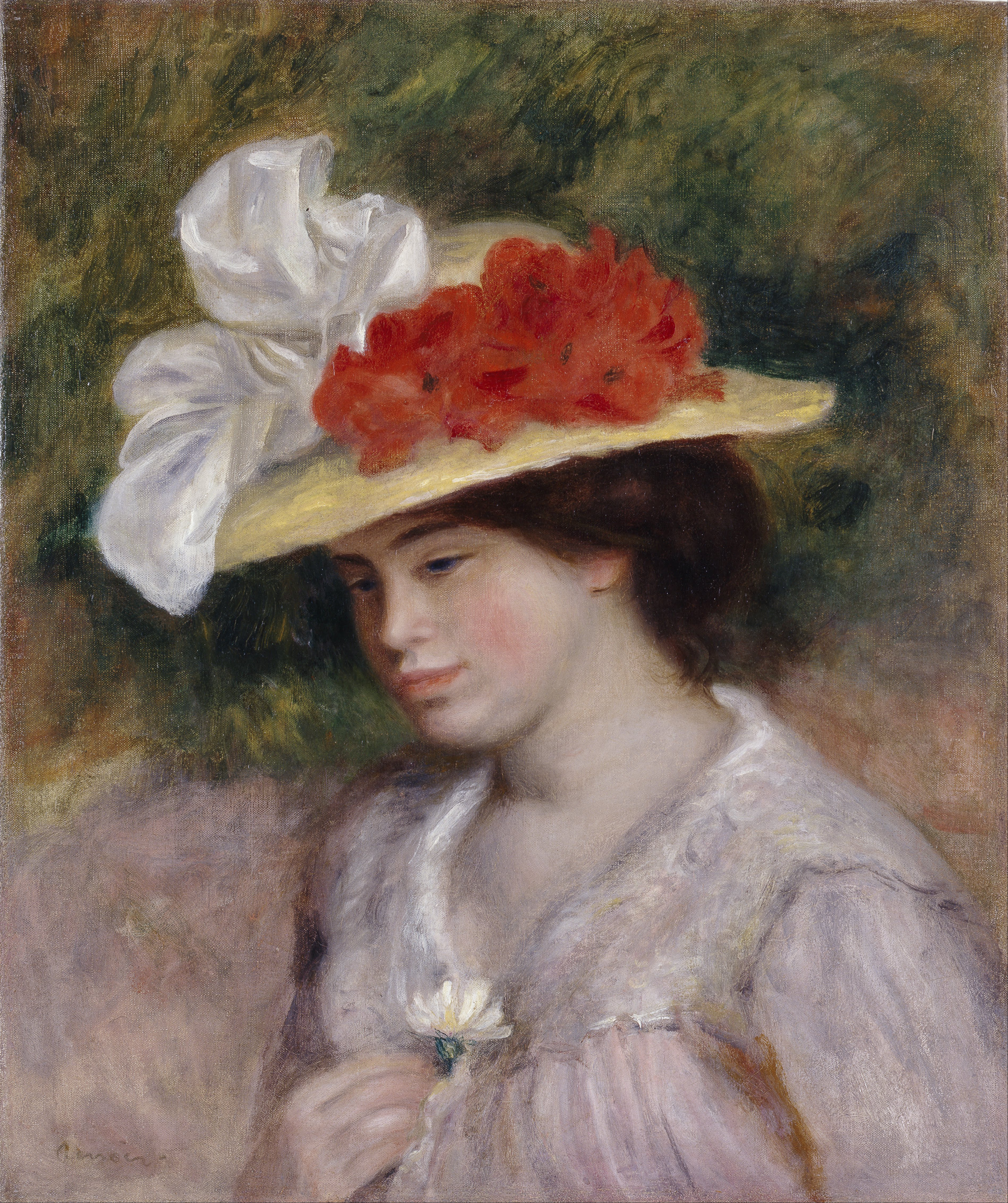
Dona amb barret florit (1889), de Pierre-Auguste Renoir: Barret de palla amb vora decorat amb flors de tela i cintes

El barret o capell és una lligadura o peça de vestir que cobreix el cap i que es porta per diversos motius, inclosa la protecció contra les condicions meteorològiques, motius cerimonials com la graduació universitària, motius religiosos, seguretat o com a accessori de moda.
En el passat, els barrets eren un indicador de l'estatus social. En els militars, els barrets poden denotar nacionalitat, branca de servei, rang o regiment. Normalment, la policia porta barrets distintius, com ara barrets de punta o barrets de punta, com els que porta la Royal Canadian Mounted Police o els Mossos d'Esquadra. Alguns barrets tenen una funció protectora. Com a exemples, el barret protegeix el cap dels treballadors de la construcció de lesions per caiguda d’objectes, un casc guardià de la policia britànica protegeix el cap de l’oficial, un barret de sol protegeix la cara i les espatlles del sol, un barret de vaquer protegeix contra el sol i la pluja i un casquet de pell amb orelletes plegables manté el cap i les orelles calentes. Alguns barrets es porten amb finalitats cerimonials, com ara el morterboard, que es porta (o es porta) durant les cerimònies de graduació universitària. Alguns barrets els porten membres d'una determinada professió, com ara el toc que porten els xefs. Alguns barrets tenen funcions religioses, com ara les mitres que porten els bisbes i el turbant que porten els sikhs.

## Història

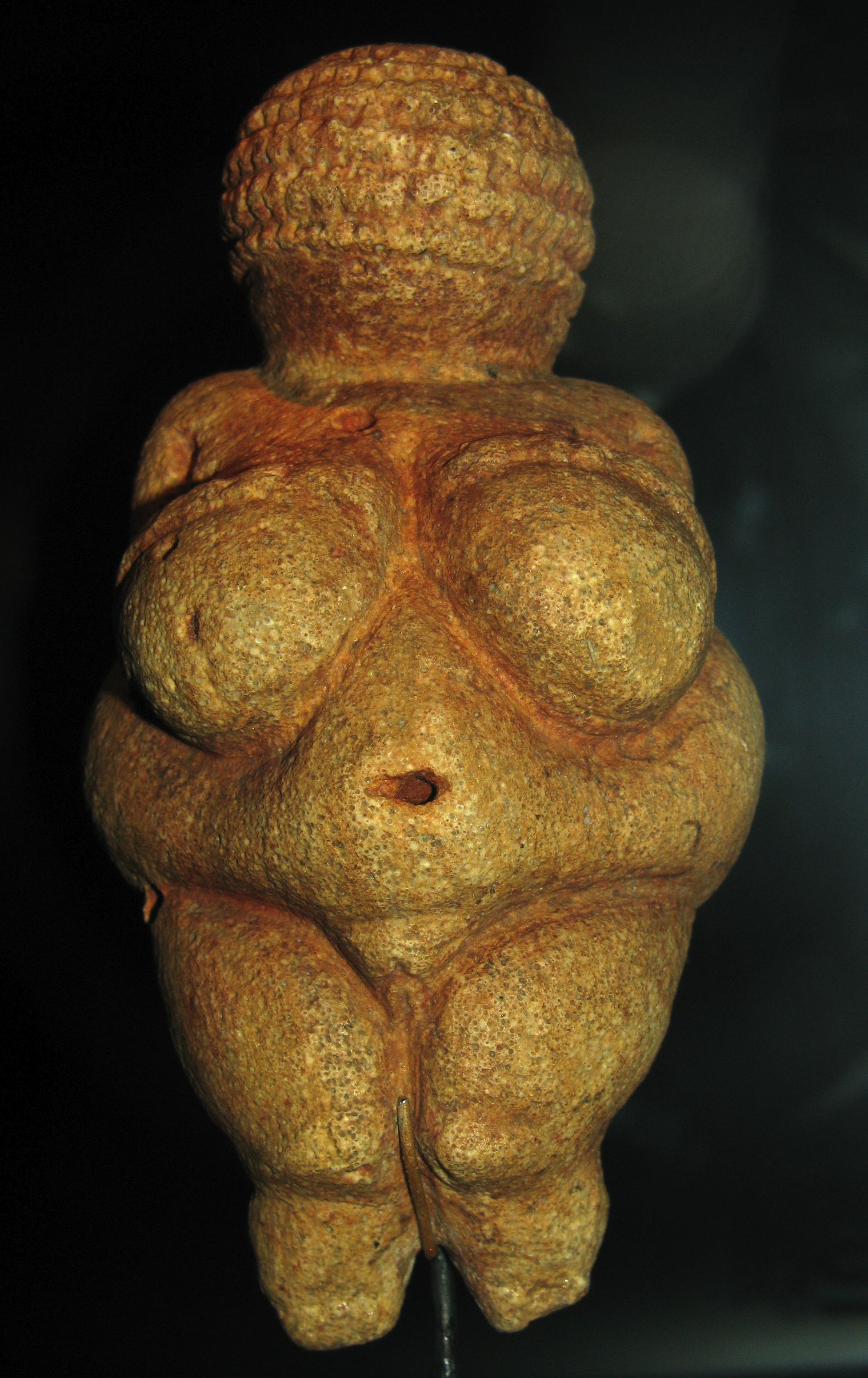
La Venus de Willendorf, de 27.000 a 30.000 anys, pot representar una dona que porta un barret teixit.

Tot i que no hi ha molts registres oficials de barrets abans del 3.000 aC, probablement eren habituals fins i tot abans. La Venus de Willendorf que té entre 27.000 i 30.000 anys, pot representar una dona que porta un barret teixit. Un dels barrets documentats més antics coneguts el portava un home de l'edat del bronze (sobrenomenat Ötzi) el cos del qual (inclòs el barret) es va trobar congelat en una muntanya entre Àustria i Itàlia, on es trobava des de l’any 3.250 aC. El van trobar amb una gorra de pell d’ós amb una barbeta, feta de diverses pells cosides, que s'assemblaven essencialment a un barret de pell rus sense les solapes.
Una de les primeres representacions pictòriques d’un barret apareix en una pintura sepulcral de Tebes, Egipte, que mostra un home que portava un barret de palla cònic, datat cap al 3200 aC. Els barrets es portaven habitualment a l’antic Egipte. Molts egipcis de classe alta es van rapar el cap i després el van cobrir amb una lligadura destinada a ajudar-los a mantenir-se fresc. Els antics mesopotàmics sovint portaven barrets cònics o amb forma de gerro invertit.

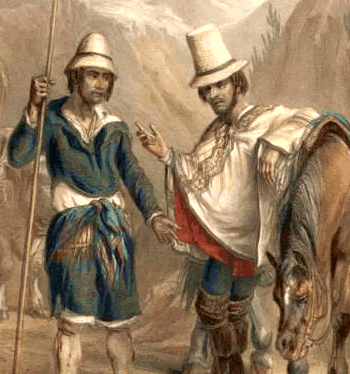
Els barrets com a indicador de l'estatus social: un capatàs (amb cavall) porta un barret de major alçada que l’ inquilino que l’acompanya (Xile del segle XIX).

Altres barrets històrics inclouen el Pileus, una simple gorra semblant a un crani; el barret frigi, que portaven els esclaus alliberats a Grècia i Roma (que es va convertir en una icona a Amèrica durant la guerra de la revolució i la revolució francesa, com a símbol de la lluita per la llibertat contra la monarquia); i el grec pétasos, el primer barret conegut amb vora. Les dones duien vels, mocadors, caputxes i gorres.
Igual que Ötzi, l'Home de Tollund es va conservar fins als nostres dies amb un barret al cap, probablement després d’haver mort cap al 400 aC en un pantà danès, cosa que el va momificar. Portava una gorra punxeguda de pell d’ovella i llana, subjectada sota la barbeta per un tanga de pell.
Es diu que Sant Climent, el patró dels barreters de feltre, va descobrir el feltre mentre omplia les sandàlies de fibres de lli per protegir-se els peus, cap al 800 dC.

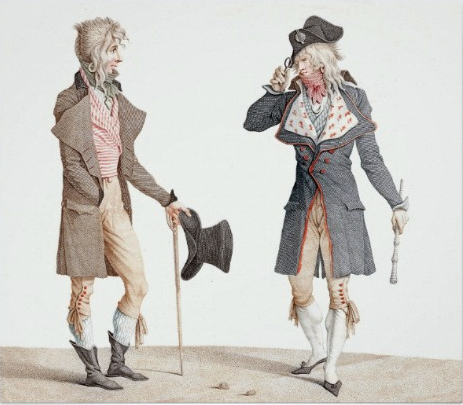
La pintura de Carle Vernet de 1796 que mostrava dos increïbles francesos decadents que es saludaven, un amb el que sembla ser un barret de copa, potser la seva primera aparició enregistrada.

A l'edat mitjana, els barrets eren un marcador de l'estatus social i s'utilitzaven per distingir determinats grups. El Quart Concili del Laterà de 1215 exigia que tots els jueus s'identifiquessin portant el Judenhat ("barret jueu"), marcant-los com a objectius de l'antisemitisme. Els barrets eren normalment grocs i eren punxeguts o quadrats.
A l'edat mitjana, els barrets per a dones anaven des de simples bufandes fins a elaborats hennin i denotaven l'estatus social. A finals del segle XVI es van començar a portar barrets estructurats per a dones similars als de cortesans masculins. El terme "milliner" prové de la ciutat italiana de Milà, on es fabricaven barrets de la millor qualitat al segle xviii. Tradicionalment, la milleria era una ocupació femenina, ja que el moliner no només creava barrets i capots, sinó que també triava puntes, passamaneria i accessoris per completar un vestit.

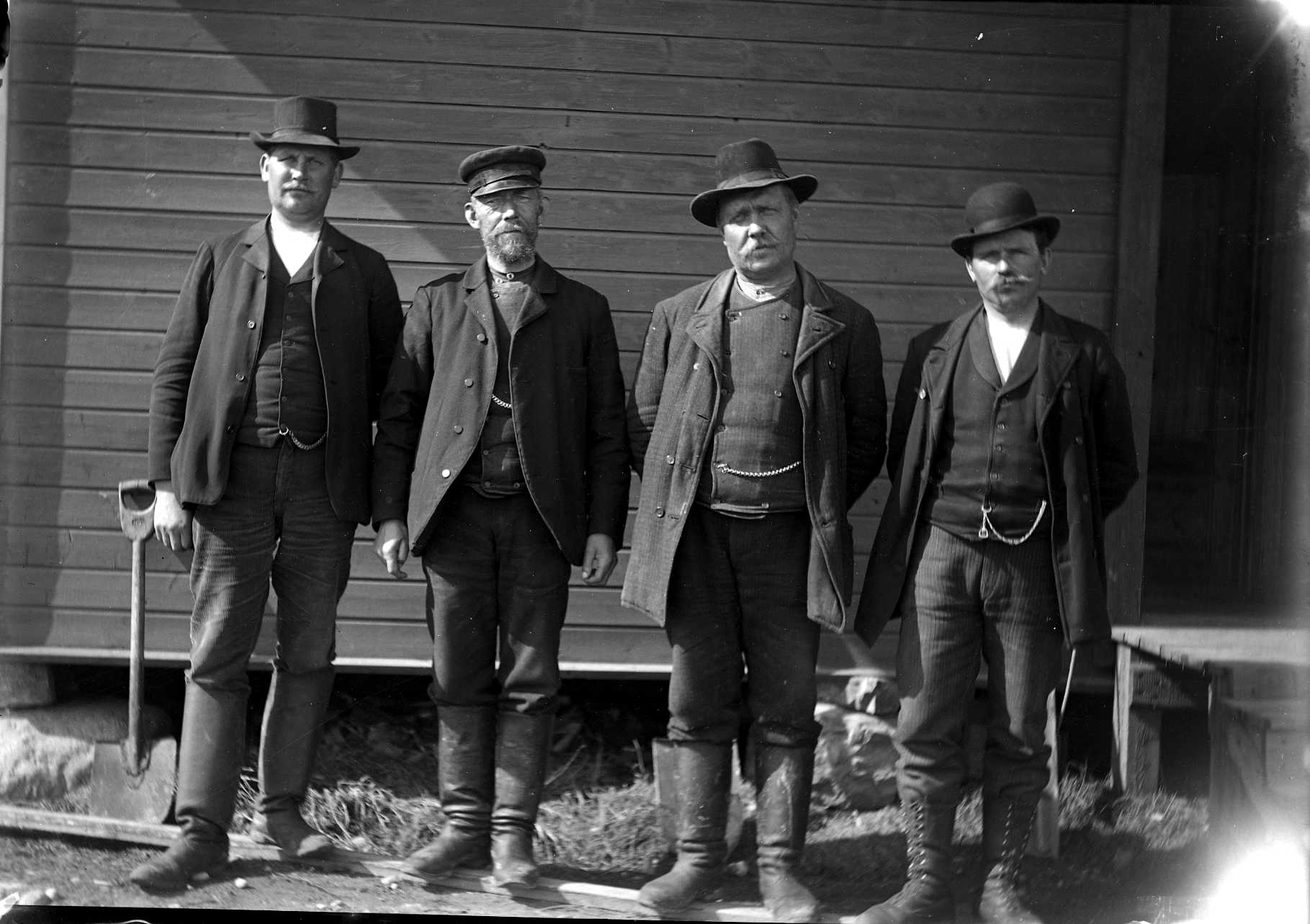
D’esquerra a dreta: barret de copa, gorra, Borsalino, bombó (Suècia, principis del segle XX).

A la primera meitat del segle xix, les dones portaven capots que es van anar fent grans, decorats amb cintes, flors, plomes i altres elements per adornar. A finals de segle, es van introduir molts altres estils, entre ells barrets amb ribes amples i corones planes, el test i el toc. A mitjans de la dècada de 1920, quan les dones es van començar a tallar els cabells curts, van triar barrets que abraçaven el cap com un casc.
La tradició de portar barrets als esdeveniments de curses de cavalls va començar al Royal Ascot de Gran Bretanya, que manté un estricte codi de vestimenta. Tots els hostes del recinte reial han de portar barrets. Aquesta tradició es va adoptar en altres esdeveniments de curses de cavalls, com el Kentucky Derby als Estats Units.
Els barrets extravagants van ser populars a la dècada de 1980 i, a principis del segle xxi, els barrets extravagants van tornar amb una nova onada de jovesque van dissenyar creacions que inclouen gorres de turbant, barrets de feltre d’efecte trompe-l’œil i alts casquets fets de cabell humà. Algunes col·leccions de barrets moderns s'han descrit com a “escultura portable”. Moltes estrelles del pop, entre elles Lady Gaga, han encarregat barrets com a estratègies publicitàries.

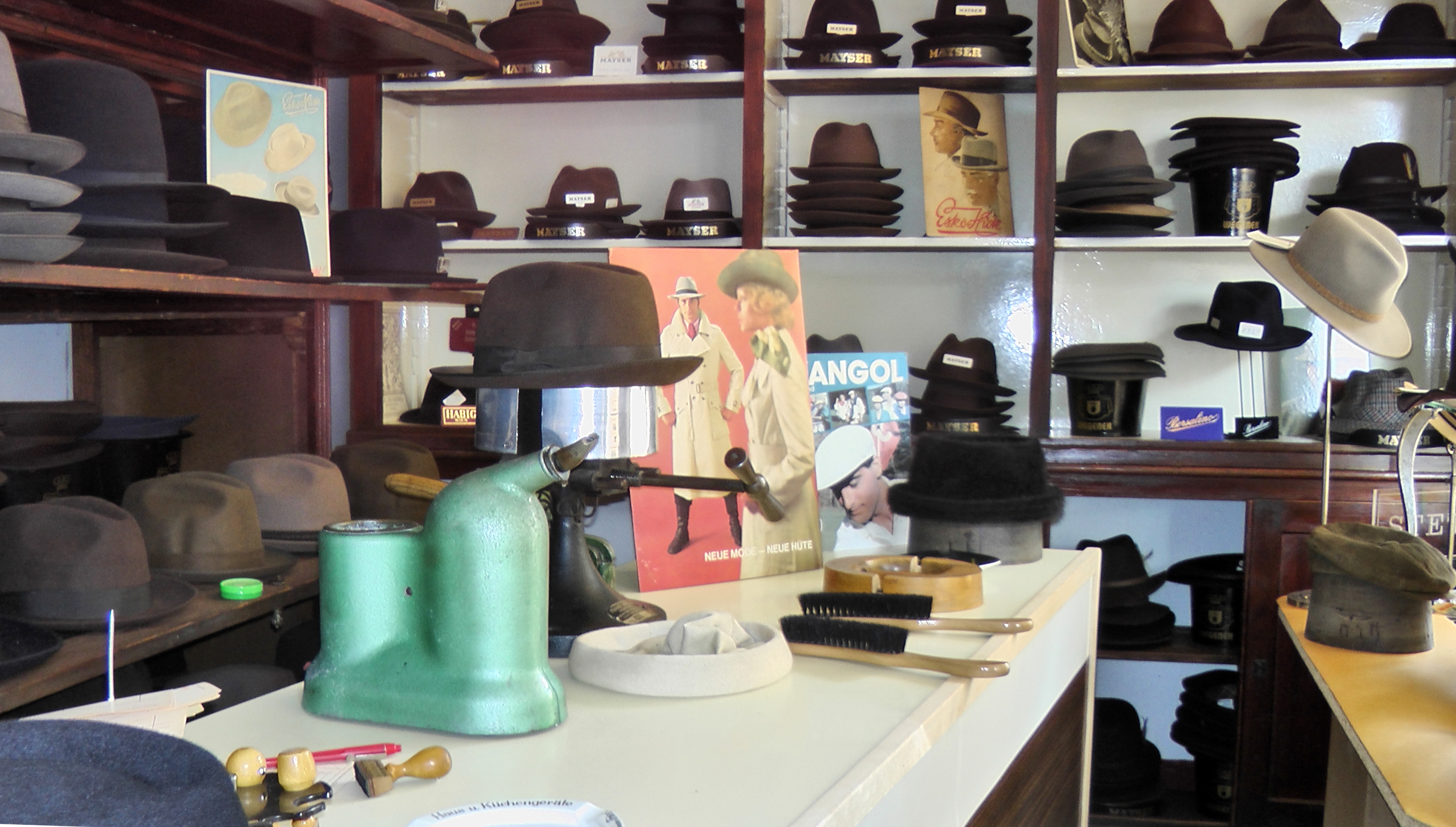
Una botiga de barrets de 1900 a l’interior del museu a l’aire lliure de Roscheider Hof.

## Barreters famosos
Un dels barreters més famosos de Londres és James Lock &amp; Co. de St James's Street. La botiga assegura que és la botiga de barrets més antiga del món. Un altre és Sharp & Davis de 6 Fish Street Hill. A finals del segle xx, els museus van acreditar David Shilling, amb seu a Londres, per reinventar barrets a tot el món. Els dissenyadors de barrets belgues més notables són Elvis Pompilio i Fabienne Delvigne, els barrets dels quals són utilitzats per la reialesa europea. Philip Treacy OBE és un moliner irlandès els barrets del qual han estat encarregats per grans dissenyadors i usats en casaments reials. A Amèrica del Nord, el conegut fabricant de barrets de vaquer Stetson va fabricar els barrets per a la Royal Canadian Mounted Police i els Texas Rangers. John Cavanagh va ser un dels notables barreters nord-americans. El fabricant de barrets italià Borsalino ha cobert els caps de les estrelles de Hollywood i dels rics i famosos del món.

## Col·leccions
La col·lecció Philippi és una col·lecció de barrets religiosos reunits per un empresari alemany, Dieter Philippi, de Kirkel. La col·lecció compta amb més de 500 barrets, i és actualment la col·lecció més gran del món de barrets clericals, eclesiàstics i religiosos.

## Mida
Les mides del barret es determinen mesurant la circumferència del cap d'una persona al voltant d'1 centimetre (0.39 in) sobre de les orelles. Es poden utilitzar polzades o centímetres segons el fabricant. Els barrets de feltre es poden estirar per a un ajust personalitzat. Alguns barrets, com els barrets durs i les gorres de beisbol, són ajustables. Els barrets més econòmics es presenten en "mides estàndard", com ara petites, mitjanes, grans i extragrans: el mapatge de la mida mesurada a les diferents "mides estàndard" varia d'un fabricant a un altre i d'un estil a l'altre, com es pot veure estudiant diversos catàlegs, com Hammacher Schlemmer.
| mida                       |        |     |        |        | S/M    | L/XL      | XXS           | XS            | S         | M           | L           | XL        | XXL         | XXXL      |
| -------------------------- | ------ | --- | ------ | ------ | ------ | --------- | ------------- | ------------- | --------- | ----------- | ----------- | --------- | ----------- | --------- |
| Anys                       | 0      | 1⁄2 | 1      | 1 ⁄2   | 2      |           |               |               |           |             |             |           |             |           |
| Circumferència en cm       | 34     | 43  | 47     | 48     | 49     | 50        | 51–52         | 53–54         | 55–56     | 57–58       | 59–60       | 61–62     | 63–64       | 65–66     |
| Circumferència en polzades | 13 3⁄8 | 17  | 18 1⁄2 | 18 3⁄4 | 19 1⁄4 | 19 3⁄4    | 20 1⁄8–20 1⁄2 | 20 5⁄8–21 1⁄4 | 21 5⁄8–22 | 221⁄2–227⁄8 | 231⁄4–235⁄8 | 24–243⁄8  | 243⁄4–251⁄4 | 25–26     |
| Mida al Regne Unit         |        |     | 5      | 53⁄4   | 6–61⁄8 | 61⁄4–63⁄8 | 61⁄2–65⁄8     | 63⁄4–67⁄8     | 7–71⁄8    | 71⁄4–73⁄8   | 71⁄2–75⁄8   | 73⁄4–77⁄8 | 8–81⁄8      |           |
| Mida als EUA               |        |     | 57⁄8   | 6      | 61⁄8   | 61⁄4      | 6–61⁄2        | 65⁄8–63⁄4     | 67⁄8–7    | 71⁄8–71⁄4   | 73⁄8–71⁄2   | 75⁄8–73⁄4 | 7⁄8–8       | 81⁄8–81⁄4 |
| Mida a França              |        |     | 0      | 1⁄2    | 1      | 1⁄2       | 2–21⁄2        | 3–31⁄2        | 4–41⁄2    | 5–51⁄2      | 6–61⁄2      | 7–71⁄2    | 8–81⁄2      | 9–91⁄2    |

## Noms i etimologia
El mot català barret, documentat a partir del segle xv almenys, procedeix del llatí birrus (‘capeta amb caputxa’); comparteix etimologia amb mots que en altres llengües romàniques designen la ‘boina’ (occ. berret o barret, i d'aquest fr. béret), la ‘gorra’ (it. berretto) o el ‘casquet’ (port. barrete, pres del fr. barrette).
El barret antigament designava una peça de roba sense ala que s'adaptava al cap per a cobrir-lo i abrigar-lo, una espècie de bonet. « el barret era antigament una peça de roba que cobria el cap i no baixava d'aquest, no pas un capell» diu el DECat, « peça de roba o d'altra matèria que s'adapta al cap per cobrir-lo i no té ventalla » segons el DCVB (el lèxic Faraudo i el DCVB en donen exemples: item .1. barret e .1. capell de bevra. el 1430. Adés capell de vebre, adés berret, Lo Somni, Bernat Metge). El Balear i el valencià mantenen aquesta distinció : capell : « peça de vestir que serveix per a cobrir el cap, consistent ordinàriament en un casquet i una vora o ala tot al voltant » segons el DIEC. El DECat afegeix que al Rosselló « deu ser antiga l'aplicació a un bonet o a una boina ampla ». En occità el mot 'berret' o 'barret' designa un cobrecap de llana pla i sense vora segons Mistral.
El mot català capell, documentat des del segle xiv, procedeix del llatí cappellus ('casquet' o 'barret'), el mateix ètim que presenta la majoria de les llengües romàniques per a designar el 'barret o capell' (occ. capèl, fr. chapeau, it. cappello, port. chapéu) i amb què en romanès es designa la 'gorra' (capelă).
A la primeria, tant barret com capell significaven 'casquet'. El primer mot que s'especialitzà per a designar la 'lligadura amb copa i ales' fou capell, que al cap del temps el català continental suplantaria per barret. Avui ambdues formes són estàndard; quant a l'ús col·loquial, barret predomina al continent, i capell a les Illes; emperò, capell es preserva una mica pertot en forma fossilitzada en cançons i dites.
Equivalents de barret/capell en altres llengües de referència són l'espanyol sombrero, el romanès pălărie, l'anglès hat, l'alemany Hut, el rus xliapa (шляпа, 'barret d'home') i xliapka (шляпка, 'barret de dona'), etc.

## Fraseologia
- Dir barrets i barretines: parlar a tort i a dret.
- Ser un barret de rialles: persona que riu molt i que té un riure encomanadís.
- Quan el Benicadell fa capell, pica espart i fes cordell (La Vall d'Albaida).